# Roger Caillois
Niektóre z zamieszczonych tu informacji wymagają weryfikacji.
Dokładniejsze informacje o tym, co należy poprawić, być może znajdują się w dyskusji tego artykułu.
 Po wyeliminowaniu niedoskonałości należy usunąć szablon [[Szablon:Dopracować|]] z tego artykułu.
Roger Caillois fr: ʀɔʒe kajwa (ur. 3 marca 1913 w Reims, zm. 21 grudnia 1978 w Kremlin-Bicêtre) – francuski intelektualista, krytyk literacki, socjolog i filozof.

## Życiorys
Już we wczesnym dzieciństwie Rogera rodzina Caillois przeprowadziła się do Paryża – to właśnie tutaj Roger podjął naukę w prestiżowym Lycée Louis-le-Grand, elitarnej szkole przygotowującej absolwentów do podjęcia nauki na najlepszych uniwersytetach. Po ukończeniu liceum Caillois wstąpił do École normale supérieure, którą ukończył w roku 1933. Naukę kontynuował w École pratique des hautes études, gdzie dane mu było spotkać takich luminarzy francuskiego życia umysłowego, jak Georges Dumézil, Alexandre Kojève i Marcel Mauss.
W latach tuż przed wybuchem II wojny światowej Caillois coraz bardziej odczuwał pokrewieństwo z ruchem lewicowym, zwłaszcza jeśli chodzi o jego przekonania antyfaszystowskie – w 1936 roku wraz z innymi powołał do życia antyfaszystowską grupę Contre-Attaque. Również w tym okresie przystąpił do paryskiej awangardy intelektualnej – poznał Georges’a Bataille’a; razem z nim oraz Michelem Leiris i Jules’em Monnerotem założył Collège de Sociologie, stowarzyszenie skupiające intelektualistów, prowadzące działalność wykładową na zasadach samokształcenia. Collège de Sociologie – stworzone w jakiejś mierze na zasadzie reakcji na surrealizm – chciało odejść od surrealistycznego fantazjowania o życiu, skupiając się na sile obrzędu oraz innych aspektach życia społecznego. Caillois sam był dobrym przykładem takiego podejścia, zajmując się bowiem sacrum, antropologię wiązał z socjologią. Caillois pisał też do założonego przez Bataille’a czasopisma Acéphale (1936–1939).
W 1939 roku Caillois wyjechał z Francji do Argentyny, gdzie mieszkał aż do końca II wojny światowej. W latach tych uczestniczył w ruchu antyfaszystowskim na ziemi amerykańskiej jako wydawca antynazistowskich czasopism. Powołał do życia Institut français de Buenos-Aires. W roku 1948 podjął pracę w UNESCO, w związku z czym wiele podróżował. W roku 1971 został powołany do Akademia Francuska. Caillois wydawał Diogenes – czasopismo interdyscyplinarne powołane do życia przez UNESCO, oraz La Croix du Sud – serię książek współczesnych autorów południowoamerykańskich.

## Koncepcje i publikacje
Caillois zajmował się m.in. paralelizmami pomiędzy formami mineralogicznymi i formami ekspresji wyobrażeń ludzkich. Znany jest również jako autor sześciu fundamentalnych reguł gry/zabawy: 1. gracze spotykają się dobrowolnie; 2. zabawa jest nieproduktywna; 3. jest ona „wydarzeniem” ograniczonym miejscem i czasem; 4. stanowi proces określony regułami; 5. w jej trakcie człowiek żyje w rzeczywistości fikcyjnej; 6. jest to proces otwarty, a jego koniec jest niepewny.